# Ellen Baxone
Péroline Baconnier dite Ellen Baxone, née dans le 4e arrondissement de Lyon le 19 septembre 1881 et morte à Nice le 20 mai 1964, est une artiste lyrique et une actrice française.

## Biographie
Engagée comme chanteuse d'opérette et d'opéra-comique au Grand Théâtre d'Angers pour la saison 1901-1902, Ellen Baxone débute au Moulin-Rouge en mars 1903 et arrête sa carrière en 1918, l'année de son mariage.
À la mairie du 16e arrondissement le 18 décembre 1918, elle épouse Ivo Radonitch, un lieutenant de cavalerie de l'armée monténégrine, cousin de Nicolas 1er, roi de Monténégro et de Victor-Emmanuel III, roi d'Italie, dont elle avait eu un fils naturel en février 1908, légitimé le jour du mariage. La presse n'en sera informée que cinq mois après la cérémonie.
Bien que divorcée à son profit deux ans plus tard le 24 janvier 1921, elle restera connue sous le nom de Mme de Radonitch ou de Mme Baconnier de Radonitch,.

## Théâtre
- 1901 : Carmen, opéra-comique en quatre actes de Georges Bizet, livret d'Henri Meilhac et Ludovic Halévy, au Grand Théâtre d'Angers (17 octobre) : Frasquita
- 1901 : Mireille, opéra en cinq actes de Charles Gounod, livret de Michel Carré, au Grand Théâtre d'Angers (9 novembre)
- 1902 : Véronique, opérette en trois actes d'André Messager, livret d'Albert Vanloo et Georges Duval, au Grand Théâtre d'Angers (janvier) : Denise
- 1903 : Tu marches ?, revue à grand spectacle en deux actes et dix tableaux d'Adrien Vély, musique d'Ernest Laguépierre, au théâtre du Moulin-Rouge (5 mars) : Cocotte[12]
- 1903 : La Belle de New-York, opérette en deux actes et trois tableaux de Paul Gavault, musique de Gustave Kerker, au théâtre du Moulin-Rouge (29 mai) : la caissière de l'American Bar
- 1903 : T'en as un œil !, revue en deux actes et douze tableaux d'Henri Fursy et Charles Mougel, au théâtre du Moulin-Rouge (31 octobre) : la teinturière / le trottin / Hélène Dutrieu
- 1904 : Jeanne, Jeannette et Jeanneton, opéra-comique en un prologue et trois actes d'Alfred Delacour et Charles Clairville, musique de Paul Lacôme, au Palais des Beaux-Arts de Monte-Carlo (avril) : la Guimard
- 1904 : The Toreador, opérette anglaise à grand spectacle en deux actes et quatre tableaux adaptée par Jacques Bousquet et Arnold Fordyce, musique de Lionel Monckton et Ivan Caryll, au théâtre du Moulin-Rouge (19 juin) : Nancy Stratton[13],[14]
- 1904 : À fleur de peau, revue en deux actes et douze tableaux de Georges Nanteuil et Henry de Gorsse, à La Scala (17 novembre)[15]
- 1905 : Marigny-Revue, fantaisie à grand spectacle en dix tableaux de Gabriel Timmory et Édouard-Paul Lafargue[16], musique de Léo Pouget, au théâtre Marigny (31 mai)[17]
- 1905 : Les Quatre cents coups du Diable, féerie en quatre actes et 36 tableaux de Victor de Cottens et Victor Darlay, au théâtre du Châtelet (24 décembre) : Marguerite
- 1906 : Et puis, zut !, revue en un acte et cinq tableaux de Georges Nanteuil et Henry de Gorsse, musique de Raphaël Beretta, au théâtre des Ambassadeurs (14 juin) : Béguinette / l'officier[18]
- 1906 : Les Périls de la Vertu, opérette en un acte de Ludovic Fortolis, musique d'Édouard Mathé, au Palais des Beaux-Arts de Monte-Carlo (avril)
- 1907 : In-Broglio princier, fantaisie d'actualité en un acte d'Émile Codey, à la Scala (16 février) : la Princesse[19].
- 1909: Et patati et P.T.T., revue en un acte de Rip et Jacques Bousquet, au théâtre de l'Athénée (21 mai)[20],[21]
- 1909 : Sans rancune..., revue en deux actes de Rip, au théâtre des Capucines (7 octobre) : une gymnaste / la cantatrice / la nourrice / la paysanne
- 1910 : Tu blagues !, revue en deux actes et seize tableaux de Jacques Bousquet et Georges Arnould, musique d'Henri José, à La Cigale (14 mars) : la charcutière / la gosse / Benjamine[22],[23]
- 1915 : Paris quand même, revue en deux actes de Michel Carré, au théâtre des Capucines (26 octobre) : Rococo / la Chanson de route
- 1916 : Hardi les Bleuets !, revue en 30 tableaux de M. Lerouchand[24], musique de Paul Monteux-Brisac, à La Scala (18 février)
- 1916 : Au temps des Croisades, opérette-bouffe en un acte de Franc-Nohain, musique de Claude Terrasse, au Théâtre-Caumartin (18 novembre)

## Cinéma
- 1917 : C'est pour les orphelins !, court-métrage de Louis Feuillade[25],[26]

## Iconographie
En dehors des nombreux portraits tirés par les photographes Reutlinger, Manuel, Stebbing, Waléry ou encore par l'atelier Nadar et diffusés pour la plupart en carte postale, on lui connaît également un portrait peint par Gustave Brisgand en 1910 et un autre par Pierre-Henri Garnier-Salbreux en 1911.